# Орцица
Орцица (рум. Orțița) — село у повіті Марамуреш в Румунії. Входить до складу комуни Оарца-де-Жос.
Село розташоване на відстані 408 км на північний захід від Бухареста, 43 км на південний захід від Бая-Маре, 85 км на північний захід від Клуж-Напоки.

## Населення
За даними перепису населення 2002 року у селі проживали 178 осіб, усі — румуни. Усі жителі села рідною мовою назвали румунську.